# Талегани, Махмуд
Сейед Махмуд Элайи́ Талегани́ (перс. سید محمود علایی طالقانی‎; род. 7 марта 1911 — 9 сентября 1979) — аятолла, видный иранский теолог, общественный и религиозный деятель, соратник Хомейни по Исламской революции.

## Биография
Родился 7 марта 1911 в пригороде Тегерана Талеган, расположенном севернее города, в горах Эльбурс, в религиозной семье. Обучался в исламских семинариях в Куме, в 1938 году переехал в Тегеран проповедовать. В том же году был арестован за публичную критику шаха Резы и приговорён к году заключения. С 1948 года преподавал в одной из тегеранских мечетей. В 50-х годах посещал Египет, Иорданию, Пакистан, а также Иерусалим (тогда его восточная часть принадлежала Иордании). В 1952 году выступил с поддержкой процесса национализации нефтяной промышленности, начатой Мохаммадом Мосаддыком. После свержения Мосаддыка Талегани был вновь арестован (по официальным данным — за укрывательство Навваба Сефеви).

Аятолла Талегани и Абольхасан Банисадр.

Вёл активную общественную деятельность, за что провел в заключении в общей сложности пятнадцать лет (десять из них в промежутке между 1964 и 1978 годами) по нескольким десяткам различных обвинений. В неволе Талегани часто контактировал с левыми политзаключёнными, что заметно повлияло на его взгляды, в особенности в отношении вопроса о собственности. В своём самом известном труде «Ислам и собственность» Талегани выступил с одобрением коллективной собственности. Как одного (наряду с Али Шариати и Мехди Базарганом) из основоположников Движения освобождения Ирана в 1961 году его называли одним из многих «клириков, соединявших шиитские и марксистские идеи, чтобы конкурировать за молодёжь с левыми движениями». В 1971 году был сослан в Заболь, а затем в Бафт в провинции Керман. Освобождение ему принесло только приближение исламской революции в ноябре 1978 года.
Был одним из ключевых организаторов Исламской революции в Иране. 12 января 1979 года он возглавил созданный Хомейни тайный Исламский революционный комитет, координировавший деятельность революционных организаций. Этот факт не предавался огласке до смерти Талегани. После победы революции он стал имамом на тегеранской пятничной молитве.
Был одним из умеренных революционеров. Он довольно часто выступал посредником между Хомейни и противниками исламской революции, в частности, курдскими организациями. Однако, очень скоро разногласия между Талегани и Хомейни стали неприемлемыми для последнего, и по его приказу были арестованы двое сыновей Талегани. После этого он ушёл из политики.
Умер 9 сентября 1979 года, похоронен на военно-мемориальном кладбище Бехеште-Захра.

## Работы
- Свет Корана
- Ислам и собственность
- Свет Нахдж-эль-балак
- Власть и судебное решение
- Свобода и деспотизм
- Урок единства
- Урок из Корана
- Дни и лекции